# Binoculus palustris
Binoculus palustris is een visluizensoort uit de familie van de Argulidae. De wetenschappelijke naam van de soort werd in 1776 voor het eerst geldig gepubliceerd door Otto Friedrich Müller.